# Isona
|  | Aquest article és sobre la vila d'aquest nom. Per a l'antic municipi, vegeu Isona (antic municipi). |

La vila d'Isona és la capital del municipi d'Isona i Conca Dellà (Pallars Jussà) creat el 1970 amb la unió dels antics municipis d'Isona, Benavent de la Conca, Conques, Figuerola d'Orcau, Orcau i Sant Romà d'Abella. En ésser la població més gran del nou municipi, n'esdevingué la capital. Els isonencs han estat anomenats de diverses maneres, al llarg de la història: gent d'aire, "els d'Isona, gent vivona", jueus (segurament per la seva tradició com a comerciants i mercaders), gavatxos (possiblement per la vinguda d'occitans, com a tot Catalunya, de fet, al segle xvii). Isona prové de la llatinització (Aeso(n), Ison o Ie(s)so(n)) d'un nom, propi o comú, probablement preromà, iberobasc (Aison, Eison o Ieson).

## La vila
La vila d'Isona és el principal nucli de població del seu municipi. És una vila existent des de temps molt antics, ho testimonien les troballes d'importants restes romanes i l'existència d'una nombrosa col·lecció epigràfica d'aquesta època, atès que en aquella època tenia ja la categoria de municipium, i es tractava de la ciutat situada més al nord i ponent de la xarxa de ciutats romanes a l'entorn de Tarraco.

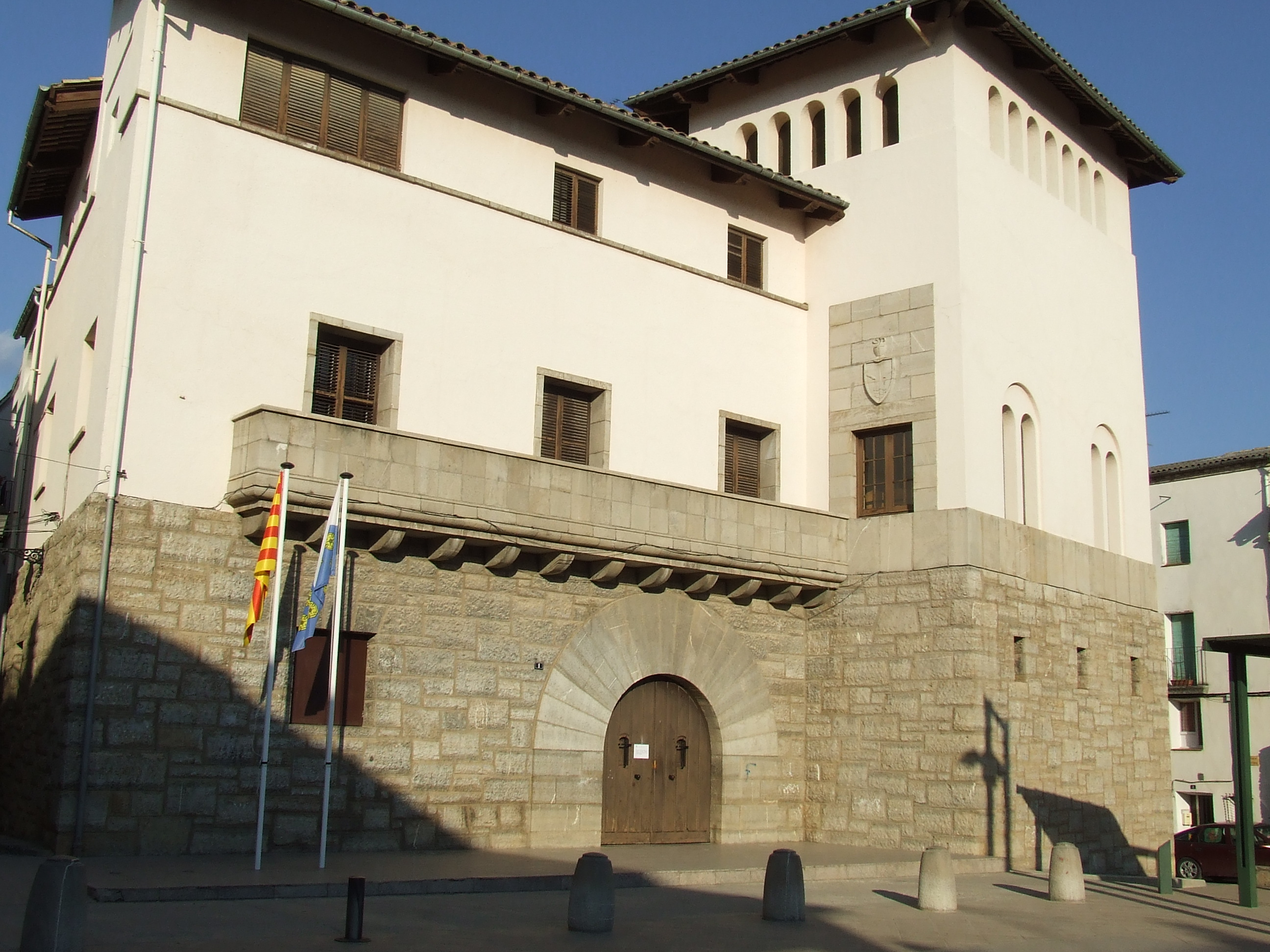
La Casa de la Vila actual

Isona està aturonada, a 660 m. alt., al final d'una carena que s'aboca sobre la vall del riu de Conques, en un lloc estratègicament clau per a controlar les comunicacions de la comarca, i els seus contactes amb les comarques veïnes de la Noguera i l'Alt Urgell. Havia tingut recinte clos, format per les mateixes cases i defensat per algunes torres, algunes de les quals es conserven, almenys en part. Així ho testimonien els pocs elements urbanístics antics que han romàs dempeus: la vila fou gairebé del tot destruïda el 1938, en el decurs del temps que van resistir les forces republicanes l'atac dels franquistes. Isona, convertida en caserna militar republicana i abandonada pels seus habitants, fou repetidament bombardejada per l'artilleria i l'aviació franquistes.

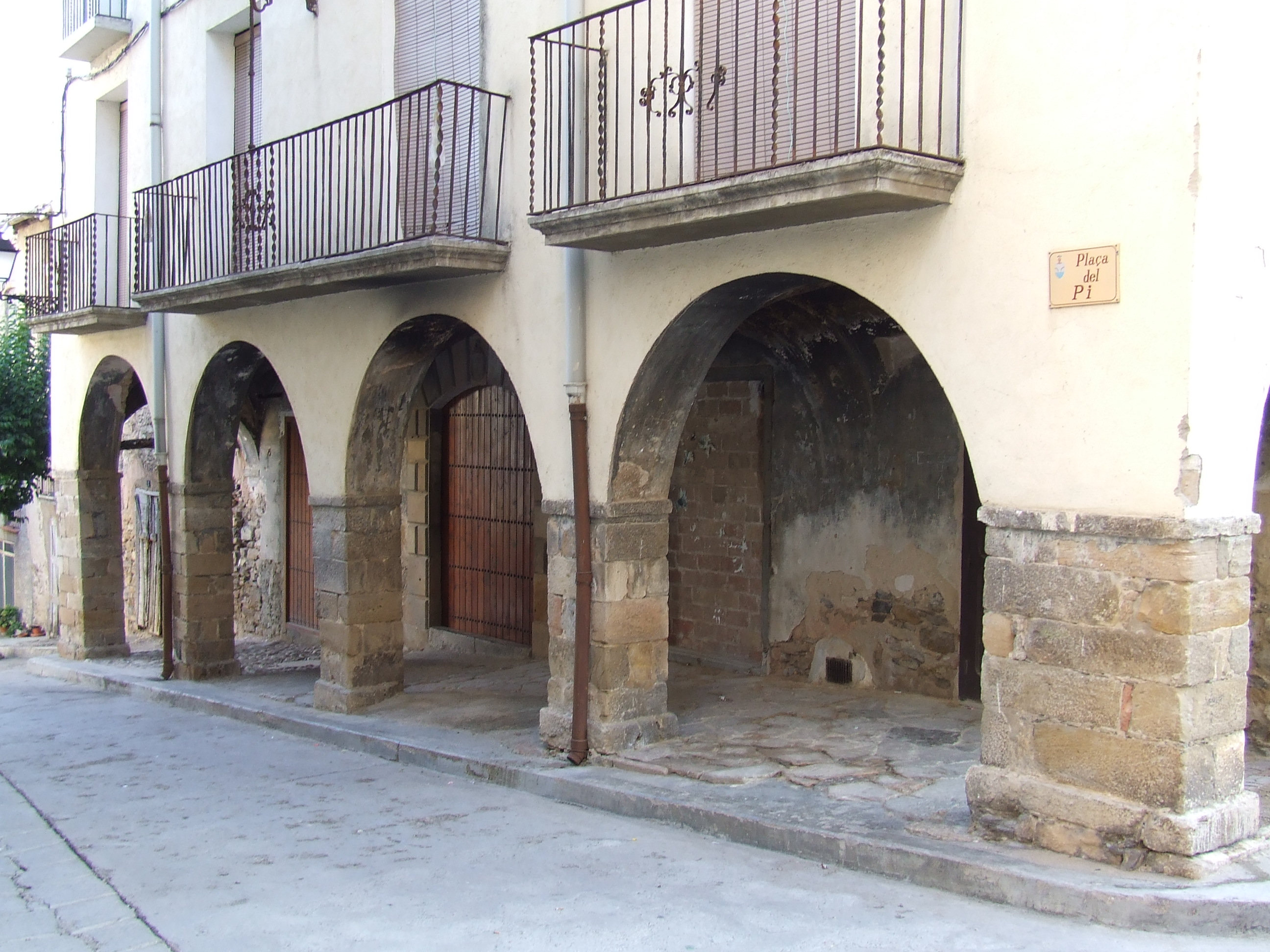
Porxos de ca l'Adroguer, supervivents de la destrucció del 1938

El nucli antic estava format per un conjunt de carrers estrets en els quals s'obrien algunes places, en part amb porxos per al mercat setmanal que se celebra els dissabtes. Centrava aquest nucli l'església parroquial, malmesa durant el 1938. L'actuació de la companyia estatal de reconstruccions "Regiones Devastadas" després de la guerra civil, va reorganitzar els espais urbans i va construir diversos edificis i habitatges. Un d'aquests edificis és l'actual Casa de la Vila. Els nous edificis contrasten amb els que romangueren dempeus, tot plegat formant un conjunt ple de contrastos, sense una única harmonia, però que, en el fons reflecteix encara un urbanisme baixmedieval, on no només es poden reconèixer cases, carrers i places, sinó fins i tot portals i les mateixes murades antigues.

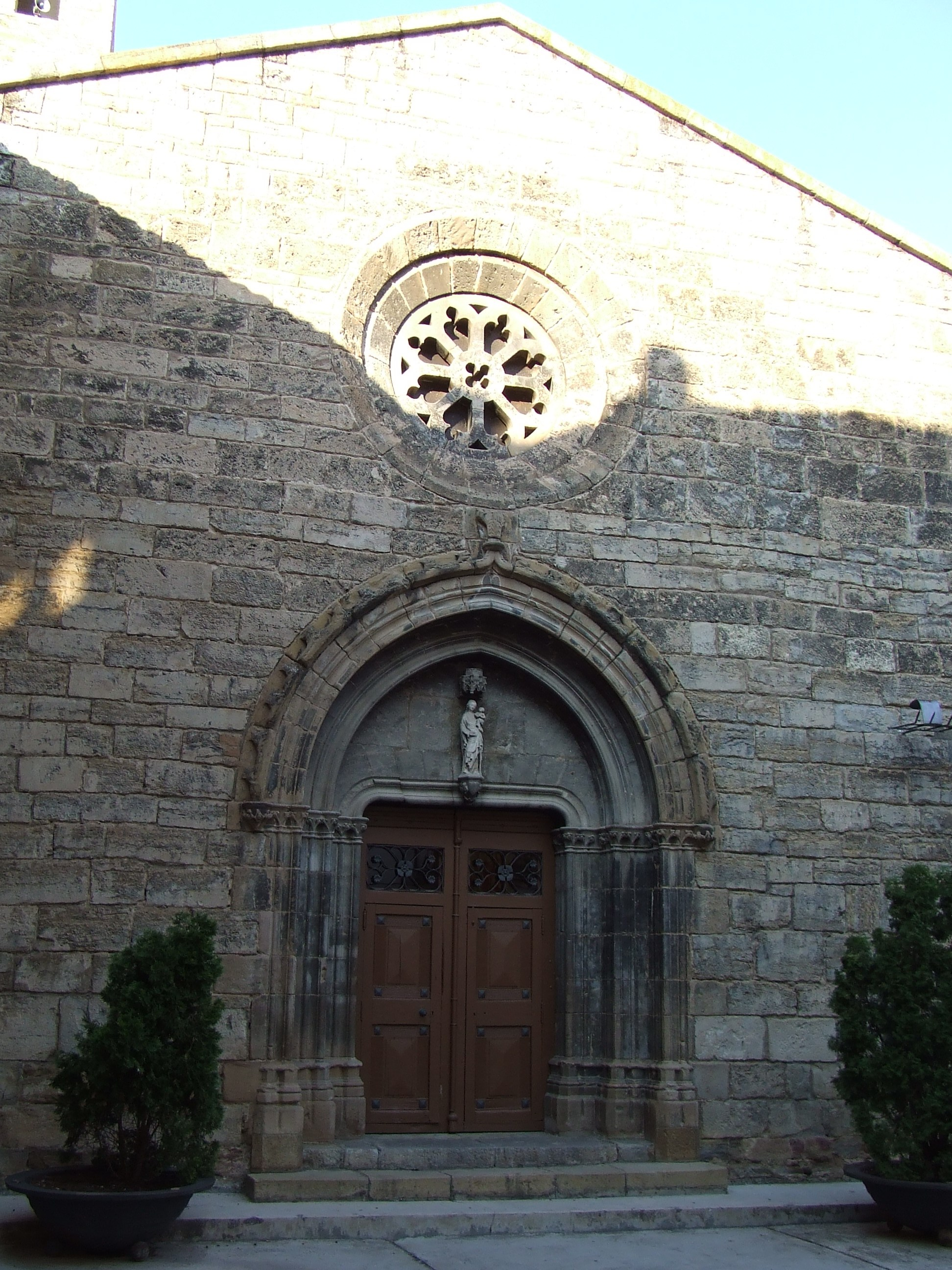
Façana meridional, una de les parts conservades de l'església gòtica

Centra la vila l'església parroquial de nostra senyora de l'Assumpció. Es tracta d'una església moderna d'inspiració gòtica. L'edifici presenta restes de l'església gòtica que alhora va ser substituta d'una altra d'anterior romànica. Del temple gòtic es conserven alguns fragments: la porta meridional, el presbiteri i alguns trams de murs. L'església apareix documentada ja a partir del segle xi.
Fora del temple, al costat de la porta principal, hi ha també un arc que formaria part d'una de les portes d'entrada a la vila. En la nova construcció de l'església es va conservar l'antiga façana, amb un portal amb arquivoltes i una rosassa al damunt, tot bellament decorat.
El temple actual, dissenyat per l'arquitecte Gabino Lagarriga Bringas (Madrid, 1911-1999) va ser bastit entre 1960 i 1964, és d'una sola nau i recorda, pel traçat dels seus arcs, el gòtic. En la construcció de l'antiga església es van aprofitar blocs de pedra procedents de l'antiga ciutat romana d'Aeso. Entre aquests blocs hi ha un grup de làpides funeràries amb inscripcions llatines que s'han conservat i que podem veure a l'interior, al mur nord de l'església.
Santa Maria d'Isona, o l'Assumpció, com es prefereix actualment, pertany al bisbat d'Urgell i està inclosa en l'arxiprestat del Pallars Jussà. El rector d'Isona, que resideix a la vila, té cura actualment de totes les parròquies del terme d'Isona i Conca Dellà, a més de les del d'Abella de la Conca.
La vila d'Isona conserva, a part dels elements ja esmentats, alguns portals i racons amb cases que es van salvar dels bombardeigs, així com el traçat dels carrers. Aquests reprodueixen fidelment la vila antiga excepte en un lloc: l'actual Plaça del Bisbe Badia que correspon al sector més remodelat urbanísticament després de la Guerra Civil espanyola.
A l'est del nucli urbà hi ha la Plaça de la Font, lloc on es van trobar també vestigis del passat d'Isona amb motiu de la construcció de la carretera a inicis del s. XX. Al sud es conserva un tram de muralla ibero-romana i una torre (possiblement medieval), la font que hi ha en aquest indret és anomenada font de la Torreta.
A la plaça del Portal destaca -és del 1923- el Cafè Modern, recentment restaurat i reformat i que servia de cafè, teatre, cinema i lloc de parada de les diligències (actualment d'autobusos). Més modernament, i a partir de la construcció de les piscines municipals, al llarg de la carretera de Coll de Nargó ha començat a néixer un nou barri d'expansió. És el lloc on hi ha l'únic restaurant d'Isona.
Dins de la vila d'Isona el 1995 s'inaugurà el Museu de la Conca Dellà - Parc Cretaci. Transformació de l'antic Museu Municipal, està concebut com un museu modern, que alhora fos un factor de dinamització turística i cultural de la vila i comarca, es basa en els tres elements fonamentals del terme d'Isona: les restes de dinosaures del Cretaci Superior, el municipi romà d'Aeso i els recursos naturals i culturals del seu entorn.

## Història

### Història antiga

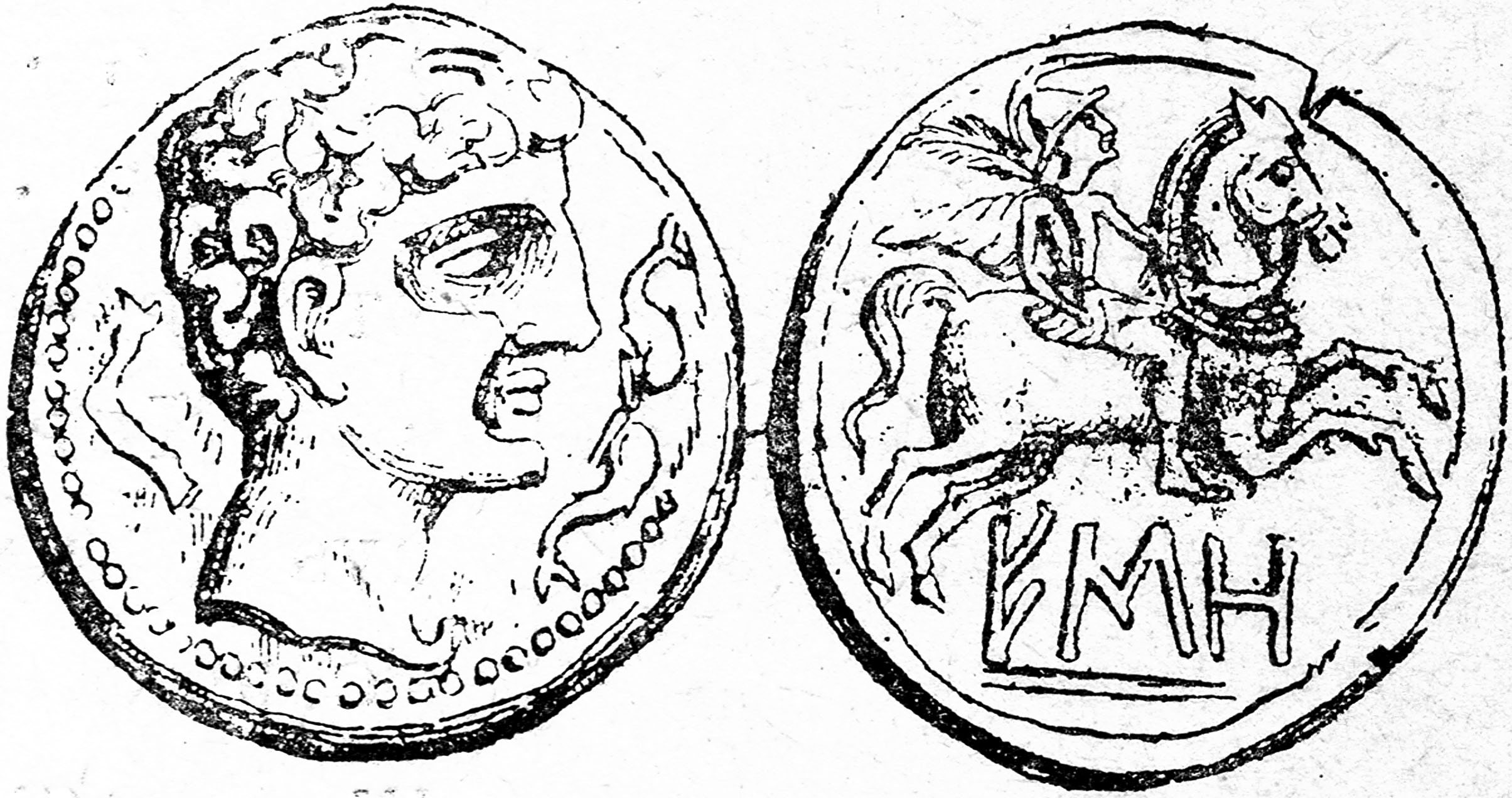
Moneda d'Isona

Isona té els seus orígens en un poblament iberobasc, preromà, que rebia el nom d'Eso, llatinitzat en Aeso, i que ja devia ser un dels poblaments importants entre els assentaments lacetans del Pallars. Havia de ser una població prou ben organitzada, atès que encunyava moneda pròpia, que és el que ha donat més vestigis d'aquell moment de la història. Amb la inscripció EXE o EXO, els asos (tipus de moneda) trobats presenten en una de les seves cares un cap d'home, sense barba i amb els cabells rinxolats, que mira cap a la dreta, on hi ha dos dofins, mentre que rere el clatell hi ha una arada.

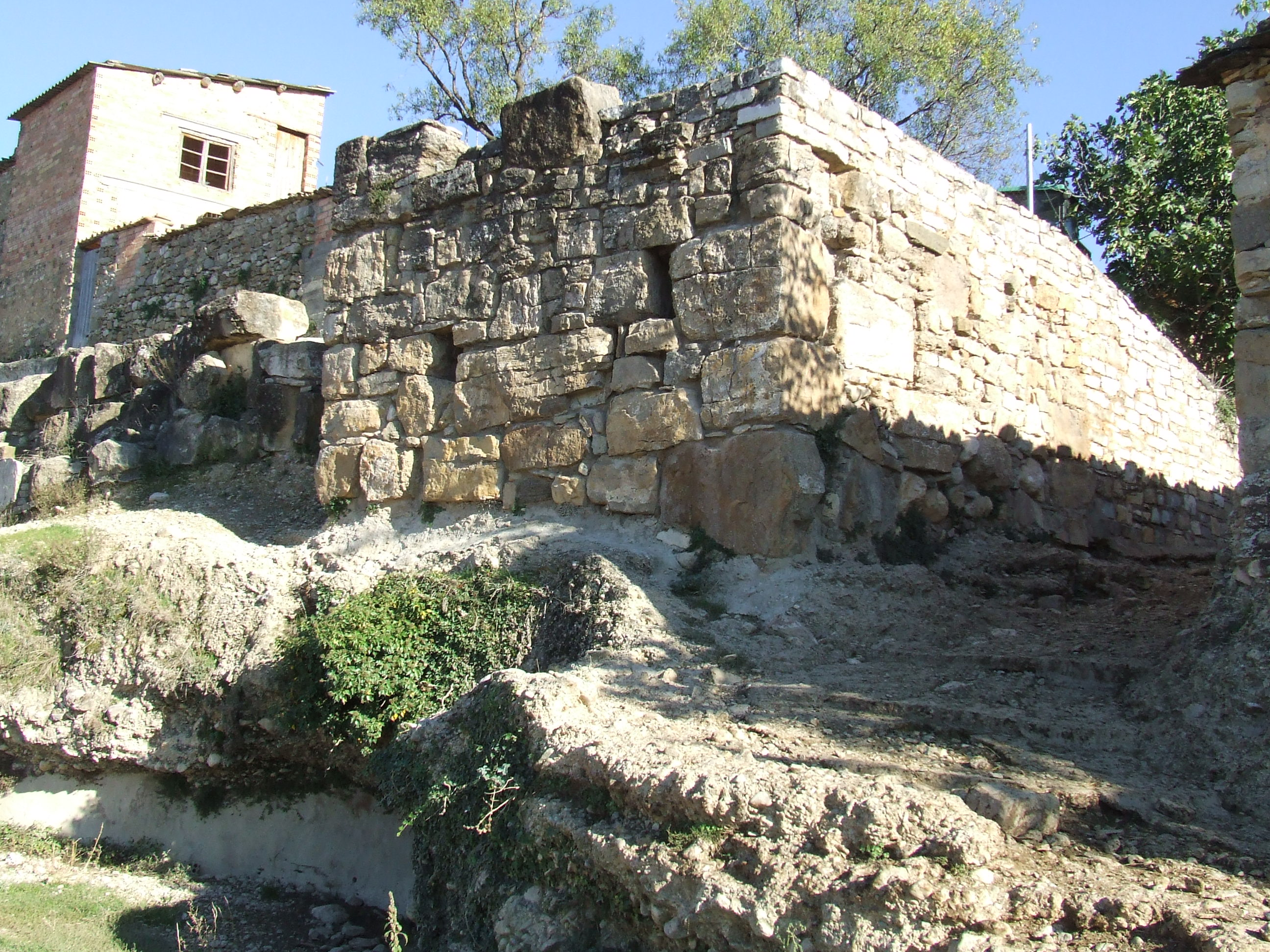
Restes de la muralla romana, amb la torre que dona nom a la font: "font de Torreta"

Els vestigis trobats en les poques excavacions que s'han fet a Isona han permès trobar també altres restes de cultura ibèrica. La torre de la Font de la Torreta, anomenada popularment la Torreta, així com tot un pany de paret de l'antiga muralla annex, presenten un aparell que deixen veure bastant clarament el seu origen ibèric, aprofitat i completat en època romana.
Si ens referim al Paleolític, Mesolític i Neolític, es van trobar algunes restes a Isona que fan pensar en una població dedicada a la cacera, i, en canvi, poc atreta per l'agricultura i ramaderia. Es devia tractar, segurament, d'una població encara no del tot establerta en un lloc fix.
L'arribada dels romans a la Conca Dellà donà lloc al naixement de la ciutat romana d'Aeso, a la qual està dedicada un article sencer.

### Edat mitjana
A penes es té cap notícia de l'època de la dominació visigoda, ni n'ha quedat cap mostra, tot i que segons l'historiador isonenc del segle xix Joaquim Albert de Moner i de Bardaxí, mort el 1845, esmenta Isona com a cap de la governació visigoda del Pallars. També diu que en aquell moment Isona conservava castell, palau i església. En el segle VI una referència als concilis hispànics esmenten la presència en un d'ells del bisbe d'Aesona. Aquesta seu episcopal degué subsistir fins al segle viii, moment en què una nova invasió va devastar i arrasar la vila: la dels alarbs. Molt probablement aquesta destrucció d'Isona feu que Tremp emergís a partir d'aquell moment com a capital del Pallars Jussà. L'antic municipi isonenc es convertí en el Pagus Pallariense, amb seu a Tremp, i Isona només surt en algun document com a Terra Aesonense, amb Esona com a capital. Es tracta d'un esment que ja fa veure la pèrdua de la importància que havia tingut Isona en èpoques anteriors.
De la dominació musulmana tampoc no n'han quedat restes. Molt probablement perquè el Pallars Jussà esdevingué terra fronterera, entre els sarraïns establerts en el pla de la Noguera i del Segrià, i els cristians establerts muntanyes amunt. Aquests començaren a guanyar terreny durant el segle xi, al Pallars. El comte Sunyer cedí el Pallars Jussà al seu fill gran, Ramon IV, i aquest va propiciar que la conquesta del territori i el seu repoblament s'emprengués des del comtat d'Urgell, sobretot a càrrec d'Arnau Mir de Tost. La repoblació es feu en bona part a partir de l'encàrrec fet al monestir urgellenc de Sant Sadurní de Tavèrnoles perquè organitzés el territori, construint esglésies i lloc fortificats, i portant-hi pagesos per tal de treballar la terra. Tot això consta en una donació del 973 del comte Borrell II i el seu germà a l'esmentat monestir de Tavèrnoles, on s'esmenten les esglésies de Santa Maria i Sant Vicenç d'Isona. D'aquesta darrera església, possiblement pertanyent a un monestir, no en queda res. Ara bé, a través de les fonts documentals, era al costat de la Font Clara, al cap de la vila d'Isona. També el 973 un altre document esmenta clarament que Isona és una ciutat destruïda pels sarraïns, juntament amb les seves esglésies.
En aquesta època el castell d'Abella fou clau, pel seu emplaçament estratègic, així com d'altres propers a Isona, com, per exemple, el de Llordà. Isona, en canvi, queda rellegada a un segon terme, tot i que surt en diversos documents esmentada encara com a ciutat. Per exemple, en l'esmentada donació del 973 es parla d'esglésies situades al lloc anomenat castell de Llordà, vel in civitate Isauna. És, però, una cita a la qual cal fer un cas relatiu, ja que es tracta d'un document molt controvertit, considerat fals per una part important dels medievalistes catalans, que en situen la redacció al segle xiii quan el poblament sí que podia considerar-se ciutat. Isona és mencionada, primer amb el títol de civitate, després amb el de vila, però inclosa en el terme del castell de Llordà, en diversos documents: 1010, 1036, 1040, 1067 (en un document que diu que roman despoblada), 1152, etc. Als segles xii i xiii és amplament documentada, i d'una manera que fa veure que ja és una ciutat activa, possiblement repoblada i reconstruïda. Com s'ha pogut comprovar en les poques excavacions fetes, la vila medieval aprofità molt elements del poblament romà, dins o fora del clos de la vila.
La Isona medieval és, bàsicament, una vila dedicada al conreu de la terra (cereals i vinya, principalment, però també fruiters i hortalisses en determinats indrets) i lligada al castell de Llordà, els senyors del qual en cobraven els delmes. En tots els documents d'aquesta època apareixen com a protagonistes els senyors dels castells propers (Llordà, Orcau, Conques, Abella, Toló…) i, en canvi, no apareix cap cavaller amb el cognom d'Isona.
Les crisis de darreries de l'edat mitjana (males collites, secades, pestilències, etc.) feren altre cop estralls a Isona: en el fogatge del 1378 la vila apareix només amb 26 focs (uns 130 habitants), xifra molt baixa per a una vila com Isona, tenint en compte que en el fogatge anterior (de 1365-1370), juntament amb Llordà declarava 94 focs. Al cap de poc més de cent anys, el 1497, ja havia començat la recuperació: 57 focs.
Els darrers segles de l'edat mitjana foren escenari de nombroses confrontacions bèl·liques, tant internes (lluites intestines entre senyors i famílies rivals i guerres civils a nivell de tot el país) com externes (conflictes amb els francesos i anglesos que tenien oberta la Guerra dels Cent Anys i l'estenien als territoris veïns). La Conca Dellà va patir intensament, vers 1396, la incursió de tropes mercenàries gascones que es dedicaven a saquejar el país per a benefici propi. Això motivà enfrontaments armats amb tots els senyors del territori, i forçà fins i tot la intervenció del comte d'Urgell i d'Hug d'Anglesola per tal de foragitar-los. Sens dubte que aquest i els altres conflictes armats que se succeïren en aquells anys van afectar molt la vila d'Isona que, per la seva situació, era molt més a l'abast que no pas els castells de la comarca.
Malgrat la força i extensió territorial de les dues baronies veïnes, Orcau i Abella, Isona i el castell de Llordà romangueren sempre al marge tant de l'una com l'altra. Els darrers segles medievals tenia el senyoriu dels dos llocs el Capítol de canonges de la Seu d'Urgell. Aquesta pertinença es mantingué fins a la caiguda de l'Antic Règim.

### Edat moderna
Amb l'entrada en l'Edat moderna comença un període de prosperitat d'Isona, que tindrà el moment àlgid entre el segle xviii i el xix. El creixement demogràfic fou espectacular: de 55 focs el 1553 a Hisona es passà a 80 el 1595. El 1718 hi havia 440 habitants i 919 el 1787. A part d'això, el lloc o vila d'Isona surt sempre esmentat com dels més importants de la sotsvegueria del Pallars.
No es tenen gaires notícies d'Isona al llarg dels segles xvi i xvii, però sense dubte que patí les conseqüències de les males collites, secades i glaçades i misèria generalitzada a tots els països mediterranis durant aquells segles, sobretot el primer i primera part del segon. Tanmateix, se sap que a la zona d'Isona es collia blat i altres cereals, vi i oli, a més d'alguns fruiters, especialment figueres.
Del 1619 es conserva el testament d'un isonenc, Antoni Abella, botiguer de sabates, conservat a l'Arxiu Diocesà d'Urgell, que tenia al celler bótes de vi, dos sacs de blat, cinc quarteres de civada, una de fesols, vint de forment, 22 lliures de cànem i 27 d'estopa, a més de 10 peces de cànem i estopa ja fetes. A la botiga, hi fa constar sabates per a home, dona i nen, així com matèria primera i eines per a fer-les. No es tracta de cap riquesa considerable, però sí que testimonia què es collia en el terme d'Isona, així com una incipient activitat industrial. Diferents testimonis del segle xvii corroboren que a Isona es collia blat de forma abundant, a més de vi i oli. De tota manera, al llarg d'aquests segles, Isona és quasi exclusivament agrícola. L'única activitat industrial esmentada és la lligada als artesans i a les premses de vi i trulls d'oli.
Pel que fa a les sacsejades derivades de les bandositats o de les guerres intestines o amb francesos, gascons i foixencs, Isona no surt especialment documentada enlloc, al contrari de, per exemple, Abella de la Conca o Sant Salvador de Toló, però la seva situació geogràfica, tant de pas al mig dels camins de més trànsit de la comarca, fa pensar que devia rebre'n les conseqüències en més d'una avinentesa.
El segle xviii suposà un canvi notable, a tot Catalunya. En el cens de 1708, entre Isona i Llordà comptaven 81 cases (uns 400 habitants). Isona, com tota la Conca Dellà, es decantà pel bàndol austriacista en la Guerra de Successió i els seus representants consten en la reunió del 1706 per a elegir un representant davant del rei Carles III. S'aixecaren els sometents per fer front als borbònics, entre els quals destacava com a comandant el cavaller isonenc Francesc de Moner, que participà en nombrosos fets de guerra a diversos llocs de Catalunya, sobretot a la zona pirinenca, sota el comandament del general Josep Moragues. En el darrer tram de la guerra, però, s'anaren imposant els filipistes, organitzats en paisans armats. Finalment, el 1713, amb la retirada de la guerra de les tropes imperials austríaques i dels britànics, els jurats de les viles del Pallars Jussà decidiren sotmetre's a Felip de Borbó.
La repressió subsegüent fou implacable. Per exemple, els béns de Francesc de Moner i Miret, que s'havia destacat en la defensa de Barcelona i que posseïa el títol de comte de Serra de Navà, concedit per l'arxiduc Carles, foren embargats i atorgats al general borbònic Verboom. Francesc de Moner fou empresonat el 1714, degradat i expulsat de l'exèrcit i sistemàticament perseguit, fins que amb el Tractat de Viena (1725) fou amnistiat i se li retornaren els béns. Morí poc després, el 1730.
Com a conseqüència de la guerra, encara, el 1741 Isona va veure l'arribada de dues de les dotze companyies del regiment de cavalleria de Santiago, establert per tot el Pallars Jussà. La vila hagué de mantenir aquestes companyies i aguantar la presència dels militars, cosa que provocava constants conflictes entre els militars, que es creien amb dret a tot, i la població civil.
En el cens del 1716, de gran precisió, es fa constar que Isona té 83 cases habitades, 8 de deshabitades i 7 d'enrunades. Totes velles, sense que se n'hagi construït cap de nova. Hi vivien 72 homes casats (20 ja vells), 9 vidus i 11 vídues, 28 fadrins, 26 donzelles, 1 criat, 5 criades i 67 nens i 64 nenes menors de 12 anys. Surt en el cens el nom del rector: Andreu Bertran.
Just aquell any s'instituí el nou repartiment territorial en corregiments, en lloc de les antigues vegueries. Isona hi surt esmentada com a vila, amb el mateix títol que Conques i Figuerola d'Orcau, i és adscrita al corregiment de Pallars o Talarn.
El Cadastre de Patiño, del 1716 dona bastants detalls sobre Isona: el seu terme té una hora i mitja de llarg, un quart d'ample, i una rodalia de tres hores. Limitava amb Abella, Biscarri, Covet, Sant Salvador de Toló, Conques i Sant Romà. El terme constava de 1.600 jornals de terres de sembradura, 2 d'horts de regadiu, 1 de canemar de regadiu, 149 de vinya de diferents qualitats, 3 d'oliveres, 3 d'arbres fruiters, 700 de bosc i pastures, a més de 2.200 jornals de terres ermes, roques i barrancs. La producció també hi consta detalladament: 500 quarteres de forment, 150 de mestall, 25 de sègol, 4 de civada, 150 d'espelta, 4 de guixes, 2 de fesols, 2 de mill, 2 roves de cànem, 12 càrregues de fruita, 1.300 de vi i 4 d'oli. També hi consten 1 cavall, 1 matxo, 7 parelles de bous, 19 parelles de mules, 2 de vaques per a llaurar, 2 vedelles, 2 rucs, 40 ovelles i 18 bens.
Isona pagava en aquest moment el delme al Capítol de canonges de la Seu d'Urgell i la primicia al rector de la vila. El delme suposava 50 quarteres de forment, 17,5 de sègol, 1,5 de civada, 15 d'espelta, 1,5 de guixes, 5 almuds de fesols, 1,5 quartera de mill, 2,5 lliures de cànem, 130 càrregues de vi i 12 quarteres d'oli. La primícia, 16 quarteres de forment, 3,5 de mestall, 1 quarta de sègol, 0,5 de civada, 5 d'espelta, 3 almuds de guixes, 2 de fesols, 0,5 quartera de mill, 0,5 lliures de cànem, 43 càrregues de vi i 4 quarteres d'oli. A part d'això, el municipi pagava 385 lliures a l'any per censals a diferents prestataris, entre ells uns quants de lligats amb estaments religiosos, a més d'alguns en espècies pel molí d'oli (cosa que ens en fa palesa l'existència). Com a ingressos per a l'erari municipal, hi havia els arrendaments de l'hostal, la taverna, la carnisseria, la botiga i dos molins fariners, tots propietat del comú d'Isona. En total, sumaven 108 lliures.
El 1717 és Campoflorido qui fa un nou cens: Isona té 32 homes, 5 cavallers i 24 pobres. Total: 61 caps de casa. Hi ha uns quants censos més, d'aquesta mateixa dècada, però són redundants, quant als resultats. La població d'Isona en tots ells ronda els 400 habitants. S'hi esmenten 10 parells de mules, 9 de bous, 2 de vaques, 4 rucs, 40 ovelles, 20 xais i 4 vedelles. Isona hagué de pagar 8.986 rals a la hisenda cadastral.
El cens de 1721 és especialment interessant, ja que hi surten esmentats tots els caps de casa, amb les seves edats. Està publicant íntegre en el llibre de Josep Bertran (vid. bibliografia), i hi destaquen els nobles de la família de Monner, pare i dos fills, i el baró d'Esplugafreda, Joan Baptista Palou. Hi surten també un doctor en medicina, un cirurgià (arrencaqueixals, barber i capaç de fer petites operacions), un apotecari, un escrivà, un sastre, un ferrer, un fuster, un teixidor, quatre estudiants, setze pagesos propietaris, un fadrí sastre, un fadrí teixidor i sis fadrins pagesos, nou jornalers i dos fills de jornalers, dos criats, cinc pobres de solemnitat, onze nens menors de 14 anys, i un absent. També hi apareixen 17 propietaris amb els animals que posseeixen: en total, 17 mules, 12 bous, 1 cavall, 1 somera, 1 ruc, 2 vaques, 1 vedella, 6 porcs i 77 bens i 20 ovelles.
En el cadastre de 1723 sembla haver-hi una davallada: a Isona consten 60 cases habitades i 26 de deshabitades; en el de 1725, 81 d'ocupades i 12 de buides i enrunades, amb una població de 71 homes, 29 fadrins, 1 criat, 12 jornalers, 1 doctor i 9 vidus (tots homes). En el de 1730, ja són 110 les cases esmentades, i a més es fa constar que Isona és de crecido vecindario y a su circunferencia tiene muchas poblaciones. En aquest mateix any consten 412 peces de terra conreades, amb cereals, vinya, olivera i horts, a més d'algunes peces ermes (potser de guaret), a més de 36 mules, 38 bous, 18 rucs, 18 porcs, 30 ovelles, 11 cabres i 32 arnes d'abelles. Isona ha de pagar una contribució de 13.599 rals, per la qual cosa podem deduir que el creixement econòmic de la vila ha estat conseiderable. Ara bé, el 1729 es produïren fortes queixes des d'Isona per la desmesurada càrrega tributària a què havien de fer front, i se'n demanava la revisió.
El 1741 tornen a constar 90 caps de casa. Veiem, doncs, que la població va fluctuant, però sempre entre, aproximadament, 400 i 500 habitants. Cal fer constar que al llarg d'aquests segles -i dels anteriors- els difunts per mort violenta eren bastant nombrosos, atesos els constants conflictes en què es veia embolicada la població.
Cal fer constar que de les èpoques de més penúria, que devien suposar una davallada econòmica i de població (1750-1761, almenys), no es tenen dades concretes. Tanmateix, el 1767 Isona i Covet demanaven permís a la Reial Audiència de Barcelona per tal de fer una assemblea general de veïns per tractar del delme que calia pagar a la Seu d'Urgell, que era clarament desmesurat. Zamora arribà a dir, el 1788 que Isona padece mucha esclavitud por parte del Cabildo de Urgel.
En el cens de Floridablanca, del 1787, Isona ja consta amb 844 habitants. Es tracta d'un cens molt detallat, les dades desglossades del qual es poden trobar en el ja esmentat llibre de Josep Bertran. Malauradament el qüestionari de 1790 de Francisco de Zamora, en el cas d'Isona, s'ha perdut. És una llàstima, ja que és un cens molt detallat, que descriu no només els habitants i l'estat de les cases, sinó també els conreus, els hàbits alimentaris, les malalties, etcètera.
Els darrers anys del segle xviii van representar una altra batzegada per a Isona i la seva comarca: la Guerra Gran obligà a la mobilització dels joves i a l'organització de grups de miquelets. Cada poble dels dos Pallars es va veure obligat a fer la seva aportació organitzant un contingent armat, depenent del nombre dels seus habitants. El fet que la guerra fos amb els revolucionaris francesos, i que els Pirineus fossin la frontera on es lliurà la major part dels combats va provocar que aquesta guerra fos directament viscuda, i patida, per aquestes contrades.
Pel que fa al govern municipal, com a la major part dels llocs, a Isona els càrrecs eren ocupats per les famílies més preeminents: cavallers, pagesos grassos i artesans o menestrals. Hi va haver alguns conflictes jurisdiccionals, ja que el senyoriu d'Isona continuava corresponent al Capítol de canonges de la Seu d'Urgell i, en més d'un cas, aquest capítol imposava el nom del batlle, cosa que comportava immediatament l'acció del Corregidor de Talarn, amb multes i embargaments i litigis davant de la Reial Audiència de Barcelona.
En l'apartat de vies de comunicació, s'accedia a Isona des d'Artesa de Segre per Comiols i Benavent de la Conca, amb una variant cap a Sant Salvador de Toló. Per la venda de la Font del Balasch i l'estret del Grau de Moles s'accedia a Biscarri i d'aquí cap a Isona. Aquest camí ral era de 30 pams d'amplada. Un altre camí ral, vell i en més mal estat, comunicava amb la Seu d'Urgell per Bóixols i Coll de Nargó.

### Edat contemporània
Fins a l'abolició dels senyorius, el 1831, Isona pertanyé al Capítol de canonges de La Seu d'Urgell. Durant el segle xix Isona experimenta un creixement notable, continuïtat del que ja estava vivint des del xviii. El 1830 té 880 habitants, que passen a 717 el 1842 (hi havia hagut la passa del còlera per la comarca), 1.186 el 1860, 1.294 el 1877 i 1.038 el 1887 (s'havia donat una altra epidèmia del còlera).
La Guerra del Francès afectà Isona de la mateixa manera que a la majoria de poblacions catalanes, però sobretot visqueren el pas dels exèrcits en campanya, sobretot els francesos. No hi ha gaires notícies de destruccions de viles, llevat d'Isona, en què es devia produir un incendi de la casa del comú, ja que a l'hora d'haver de pagar el cadastre, acabada la guerra, l'ajuntament local diu que no sap què ha de pagar, per haver-se perdut molts documents en les diverses invasions de tropes franceses a la vila. Un descendent d'isonencs però nascut a l'Aragó, Joaquim Albert de Moner i Bardaxí, participà de forma destacada a la guerra i després fou batlle del Corregiment de Talarn. A aquest personatge es deuen moltes notícies sobre la Isona antiga i medieval.
La Guerra dels Malcontents afectà Isona. Com bona part de la Catalunya interior proliferaren els partidaris dels absolutistes i la Conca Dellà no en fou una excepció. El 1827 arribaren partides de rebels procedents de la Noguera, per Comiols. El capità de voluntaris reialistes, liberals, de la guarnició d'Isona, Pau Pié, els acollí sense manies, els va permetre de reunir-se amb rebels de la Conca, i els va afavorir la fugida.
La Primera guerra carlina vingué just a continuació. Isona, com tot el Pallars Jussà, quedà en mans dels liberals isabelins, mentre que el Pallars Sobirà i bona part de l'Alt Urgell quedaven en poder dels carlins. El 1836 el carlí Benet Tristany ocupà Bóixols i bona part de la muntanya dels entorns d'Isona. Vora Isona es produí un episodi que no arribà a ser un combat obert perquè els carlins s'adonaren del parany que els preparaven els liberals, i van fugir abandonant armes i motlles per a fer canons. El mateix any, al cap de sis mesos, les forces carlines passaren per Isona, però sense provocar-hi greus conseqüències.
A la Segona guerra carlina també hi hagué alguns fets prop d'Isona: el 1841 un escamot de 28 carlins sorprengueren un tinent i sis milicians de la guarnició d'Isona, però la ràpida mobilització del sometent isonenc no només salvà els liberals sorpresos, sinó que capturà cinc carlins. Isona, tot i que estava en mans dels isabelins, tenia partidaris dels carlins entre els seus fills: el capitost carlí Isidre Bartra era fill de la vila, i el 1843 caigué presoner en una emboscada a prop d'Isona.
La Tercera guerra carlina passà com les altres: sense resultats greus per a Isona. Tanmateix, aquesta vila fou escenari del pas continuat d'un bàndol i de l'altre al llarg de les tres guerres, i una part important de la població simpatitzava clarament amb la causa carlina. Una de les masies d'Isona, a prop del camí de Llordà s'anomena Cal Carlí.
A darreries de la primera meitat del segle, visitaren Isona els col·laboradors del geògraf Pascual Madoz, potser ell mateix, atès que en aquells anys feu llargues estades a Tremp. Aquest geògraf, en el seu Diccionario geogràfico... del 1847, informa amb detall sobre la vila d'Isona: situada a l'extrem d'un pla, gaudeix de bona ventilació per tots els vents, i el clima és bastant sa. Formen la població 145 cases, la major part de dos pisos i de construcció de qualitat mitjana, distribuïdes en diversos carrers, plans i regularment empedrats. Té dues places: la Vella, amb un petit porxo, i la del Raval, a l'extrem oposat del poble. Té presó, en un edifici que fou del Capítol de Canonges de la Seu d'Urgell, hospital per a malalts pobres, i escola de primeres lletres d'una fundació particular. A l'entorn de la vila resten encara algunes torres, una porta al sud-est, i restes dels antics murs (en part, encara conservades avui dia, aquestes restes). I el cementiri situat a 800 passos, ben ubicat, gran, i que no causava cap mena de dany a la població. El mateix Madoz informa que en aquell moment Isona tenia 120 veïns (caps de família) i 717 ànimes (habitants).
A mitjan segle xix, Isona va aconseguir tenir escola. Madoz diu que l'escola d'Isona era d'una fundació particular, amb una dotació de 500 rals, casa i una bona finca, d'un valor aproximat de 1.200 rals. El curs 1869-1870, el pressupost municipal preveia 330 escuts per al mestre i 220 per a la mestra. Pel que fa al material escolar, es concedien 92 escuts per a l'escola de nois i 66 per a la de noies. Al cap de tres anys les xifres s'havien incrementat considerablement: 825 i 550 per als mestres, i 230 i 165 per al material. El cens del 1877 donava, per a Isona, 1 home i 1 dona que sabien llegir, 169 homes i 37 dones que, a més, sabien escriure, i 505 homes i 581 dones que no en sabien. És a dir, un 83,92% d'analfabetisme.
El conreu de la terra continuava donant els mateixos fruits ja esmentats per al període anterior -blat, sègol, ordi, civada, llegums, vi i oli- i no se'n dedicava gens a l'exportació, tot era per a consum propi. La ramaderia era sobretot ovina, tot i que hi havia una dotzena de mules i una i mitja de bous per al conreu dels camps. També hi havia presència de cabres i el terme era abundant en caça. El 1860 fins i tot se cita un alberg per a bestiar: la Cabana de Claret.
D'indústria, a Isona, poca. Madoz cita dues fassines, tres molins de farina d'una sola mola (que el 1860 ja són quatre: el de Capàs, el de Davall, el de Planeta i el de Piteu) i un trull, o molí d'oli. També es coneix l'existència d'una mina de carbó de pedra. Com a modest centre comercial, Isona desenvolupà dues fires anuals (febrer i setembre), que no eren gaire concorregudes.
La xarxa de comunicacions a penes havia variat. Només s'hi esmenten nombrosos camins interiors de ferradura, sempre titllats de dolents. Isona va tenir aviat estafeta de correus, que depenia d'Artesa de Segre, amb correu tres dies per setmana.
El sistema econòmic municipal continuava essent pràcticament igual que un segle abans, inclosa la dependència del Capítol de canonges de la Seu d'Urgell, de la qual Isona no es va alliberar fins a la segona meitat del segle. Es pagaven encara delmes, censos i altres tributs, i els ingressos, escassos, venien del lloguer dels establiments comunals, com la taverna, l'hostal, etcètera.

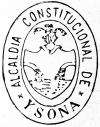
Segell municipal de vers el 1900

El segle xx ha estat testimoni de la decadència de la vila d'Isona. De dècada en dècada, a partir del 1900, la població d'Isona ha anat baixant: 952, 782, 831, 755, 655, 699, 712, 672, 739, i 646. Només s'observen tres frenades del descens de població: de 1910 a 1920, de 1940 a 1960, i de 1970 a 1981. Els estralls a la vinya produïts per la fil·loxera i la industrialització de Barcelona provocaren la migració de gent jove cap a la ciutat comtal, però també cap a Amèrica. La situació, a principis de segle, fou tan greu, que hi hagué una dimissió massiva d'alcaldes de la comarca, entre ells el d'Isona, que obligaren el govern a enviar un inspector d'emigració per tal de procurar posar remei a la pèssima situació que s'estava vivint.
La de la fil·loxera no fou l'única crisi del camp: pedregades i males collites se succeïren, i tot plegat anava empenyent els isonencs cap a llocs on hi hagués treball segur. La construcció dels pantans de la comarca (a partir del 1912) i l'arribada de la llum, pels mateixos anys, suposà una oferta de mà d'obra que frenà una mica l'emigració, però no n'hi hagué prou per a aturar-la del tot.

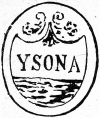
Un altre segell municipal de vers el 1900

Entre 1912 i 1914 començà la construcció de la carretera d'Isona a Coll de Nargó, i poc després es feu la variant que des de la carretera d'Artesa a Sant Salvador de Toló, prop de Comiols, anava a Benavent, Isona, Conques, Figuerola d'Orcau i Vilamitjana.
El 1916 es té constància de l'existència a Isona d'una caixa rural i del sindicat agrícola, i el 1926 a Isona ja existia una societat d'oci: la "Societat Joventut Isonenca", amb local propi, a la Plaça de l'Arrabal (avui desaparegut). Hi havia una certa activitat comercial que va fer que exercís realment de capital sotscomarcal, amb serveis (metge, hostals, escoles) i comerços i indústries (molins de farina i d'oli, botigues de tota mena) que no existien en cap altre poble dels del voltant.
Aquesta època és contemporània de la vida d'Isidre Badia i Serradell, nat a Isona el 1865, que fou nomenat bisbe auxiliar de Toledo el 1903, administrador apostòlic de Barbastre i de Tudela el 1907, i bisbe de Tarassona el 1917. Morí en aquesta darrera ciutat del 1926. A ell està dedicada la gran plaça central de la vila d'Isona, davant de la Casa de la Vila i de la rectoria, urbanitzada sobre les ruïnes de la part de la població més destruïda per les bombes al llarg del 1938.
El 12 d'abril del 1931 triomfaren a les urnes espanyoles les candidatures municipals republicanes, cosa que va suposar l'inici de la Segona República Espanyola. Isona no en fou una excepció, tot i que allí fou proclamada sense votacions l'única llista presentada, de caràcter republicà. En les eleccions següents guanyaren sempre les forces republicanes i esquerranes, tot i que les forces conservadores anaren augmentant de vots en cada elecció.
El 1936 esclatava la Guerra Civil espanyola. L'aplicació de les lleis republicanes suposà la confiscació de béns, i a Isona foren apropiades per l'ajuntament revolucionari dues cases, una era, una masia i tres finques. Una de les cases passà a ser utilitzada com a escola. El 6 d'abril del 1938 les tropes insurrectes contra el govern legal de la República, concretament la 63a. Divisió, el Cuerpo de Ejército de Navarra, de caràcter essencialment carlí, entraren pel Pont de Montanyana cap a Tremp, després Suterranya, Figuerola d'Orcau, Aransís i Sant Serni, i, finalment, Orcau, Basturs, Sant Salvador de Toló, Sant Romà d'Abella, la Campaneta, Sant Corneli i el Mont de Conques. Aquí frenaren l'avenç, s'atrinxeraren i hi romangueren durant deu mesos.
Abella de la Conca, Isona, Siall, Llordà, Biscarri, Benavent de la Conca i Covet romangueren en mans dels republicans. El centre de comandament era a Abella de la Conca, i Isona esdevingué una gran caserna militar, d'on la població civil, majoritàriament, va fugir. Entre el 10 d'abril i el dia de Nadal, del 1938, la zona dels entorns d'Isona foren escenari dels combats entre feixistes i republicans, i la vila d'Isona va quedar gairebé del tot arrasada.
Els morts isonencs foren abundosos, per un costat i l'altre, afusellats o morts en combat. La vila d'Isona estava pràcticament destruïda, el 1939: aproximadament el 75% dels seus edificis estava del tot derruïts o molt afectats, de manera que calia enderrocar-los. El 1940 començaren les tasques de reconstrucció de la vila, que s'allargassaren molts anys. I, encara, els immediats anys després d'acabada la confrontació, els maquis es feien notar a la comarca, aportant nous motius de desestabilització en una població ja de per si molt afectada per la situació derivada de la Guerra Civil.
Els darrers setanta anys de la història d'Isona són molt semblants als que s'han viscut a les zones rurals i de muntanya: un progressiu despoblament i abandonament de l'activitat agrària, que, alhora, ha comportat l'enfortiment de les explotacions agràries subsistents, les quals, a més, s'han anat reconvertint cap a activitats més productives. Això és el que ha fet que en l'actualitat una part important dels que continuen treballant al camp es dediquin a la cria de porcs, i a partir d'aquest fet hagin anat sortint petites indústries de fabricació d'embotits, principalment.
Durant el franquisme, tot i l'avenç en l'expansió dels serveis més bàsics (aigua, electricitat, clavegueram, telefonia, etc.), la vida quedà estancada en molts aspectes. L'adveniment de la democràcia, combinada amb les grans transformacions de darreries del segle xx i principis del XXI, ha fet que s'hagi produït un fort desenvolupament en molts aspectes: comunicacions, educació, sistema sanitari... i actualment la vida a la major part dels pobles és molt semblant ja a la de les grans ciutats, amb unes diferències inevitables: les derivades de la distàncies.

## Festes i tradicions
La Festa Major d'Isona se celebra el darrer cap de setmana d'agost. A part d'aquesta festa, la més assenyalada, cal tenir en compte el Carnaval, amb el dinar popular de la Guixa el dimarts de Carnaval a la plaça del bisbe Badia i l'Aplec al santuari de La Posa el dilluns de Pasqua florida, que inclou el cant de les caramelles. Al mateix lloc se celebra un altre aplec per Sant Sebastià, el dissabte immediat al 20 de gener, un dels patrons de la vila. Per sant Roc, el 16 d'agost, l'altre sant venerat a La Posa, s'hi celebra una missa. En totes les festivitats celebrades a La Posa s'hi canten els tradicionals gojos.
Antigament, però, les celebracions eren un xic diferents. La Festa Major se celebrava el 8 de setembre, diada de les marededeus trobades, en honor de la verge de La Posa. La festa era molt lluïda i conservava elements molt antics, com les curses pedestres, conegudes amb el nom medieval de cossos. El ball de Festa Major solia ser el moment d'agafar compromisos personals: en acabar el ball, la noia convidava a casa seva el noi amb qui havia estat ballant tot el vespre, amb la qual cosa es feia el primer pas per donar per establert el prometatge.
El 3 de maig, per la Santa Creu, se celebrava la Festa Major petita; es feia la benedicció del terme i la plantada de l'arbre ("mai o maig"). Els nois anaven a buscar l'arbre més alt del terme, el tallaven al ritme d'una cançó que encara es conserva, el duien fins e la vila a coll i el plantaven a la plaça on romania un mes sencer. Les noies sortien a rebre'ls i s'organitzava un bon esmorzar al riu de La Posa, per on passaven tornant dels boscos de la banda de Siall, que és on s'anava a buscar l'arbre. En haver plantat l'arbre es ballava el Ball d'Isona, la música del qual també s'ha conservat.
La festa de Sant Antoni, actualment desapareguda a la vila, consistia en la benedicció dels animals; era una festa molt lluïda, atès que els animals eren una realitat molt viscuda en el món de pagès.
La Setmana Santa, amb celebracions de caràcter religiós, també era molt seguida pels isonencs. Es feia un monument decorat amb testos, normalment blat sembrat en la foscor dels cellers que les mestresses de casa preparaven des de setmanes abans i que feien que la planta adquirís un vistós color color per la manca de llum. Es feia la matança dels jueus el dijous sant i hi destacaven les processons amb armats. La processó del silenci era la més concorreguda. El dissabte de Pasqua hi havia el costum de sal i ous: el rector passava casa per casa llençant a la porta de cada casa sal humida i beneïda, amb el salpasser. Els amos de la casa recompensaven el mossèn i els escolans amb ous. Diumenge de Pasqua es canten encara avui en dia les tradicionals caramelles pels carrers de la vila i el dilluns de Pasqua se celebra una missa i es fa un dinar popular al santuari de La Posa que consisteix en una paella d'arròs, carn de corder i llangonissa a la brasa i una taronja de postre, tot acompanyat de vi i cava. Les famílies hi porten i comparteixen les seves "mones". S'hi poden aplegar més de 600 persones els anys que el temps acompanya.

## Serveis turístics
Isona disposa d'un restaurant (La Rosta), un bar-restaurant (Miami), un cafè-restaurant (Cafè Modern), i una pizzeria (Dal Mauro). A l'estiu s'hi afegeix, a les hores d'obertura establertes, el bar de la Piscina Municipal i el bar El Racó.

## Activitat cultural
Hi ha dues entitats que menen activitat cultural: el Museu de la Conca Dellà - Parc Cretaci i el Centre d'Estudis d'Isona i Conca Dellà va ser fundat el 1988 amb l'objectiu de donar a conèixer la història del municipi i promoure tasques de conservació del patrimoni, realitzant la restauració de la capella dels Masos de Sant Martí i la preservació de la documentació de l'església de Conques. Ha organitzat diverses exposicions i conferències i ha publicat set obres: Caramelles a Isona el 2008, Isona a La Vanguardia el 2009, L'últim cavaller d'Isona el 2011, Isona a la premsa comarcal (1866-1937) el 2013, Francesc de Moner i de Miret: un pallarès a la guerra de Successió (1702-1714) el 2014, L'església d'Isona: 50 anys d'imatges i records el 2015 i Lo Sant Crist de Conques el 2016. Edita una memòria anual que lliura a totes les seves persones associades.